# Isabel Klaus
Isabel Klaus (ur. 27 kwietnia 1978 r. w Annaberg-Buchholz) – niemiecka biegaczka narciarska, zawodniczka klubu AMSV Geyer.

## Kariera
Po raz pierwszy na arenie międzynarodowej Isabel Klaus pojawiła się w styczniu 1996 roku podczas mistrzostw świata juniorów w Asiago, gdzie zajęła dziewiąte miejsce w biegu na 5 km techniką klasyczną. Dwa lata później, na mistrzostwach świata juniorów w Pontresinie w tej samej konkurencji stylem dowolnym była trzydziesta.
W Pucharze Świata zadebiutowała 27 grudnia 1998 roku w Garmisch-Partenkirchen, zajmując 8. miejsce w sprincie stylem dowolnym. Tym samym już w swoim debiucie wywalczyła pierwsze pucharowe punkty. W klasyfikacji sprinterskiej sezonu 1998/1999 zajęła ostatecznie 42. miejsce. Najlepsze wyniki w Pucharze Świata osiągnęła w sezonie 2003/2004, który ukończyła na 37. miejscu. Nie stała na podium indywidualnych zawodów pucharowych, ale wraz z Manuelą Henkel 15 lutego 2004 roku w Oberstdorfie zajęła trzecie miejsce w sprincie drużynowym.
Nie startowała na mistrzostwach świata ani igrzyskach olimpijskich. W 2006 roku zakończyła karierę.

## Osiągnięcia

### Mistrzostwa świata juniorów
| Miejsce | Dzień       | Rok  | Miejscowość | Konkurencja            | Wynik     | Strata  | Zwyciężczyni      |
| ------- | ----------- | ---- | ----------- | ---------------------- | --------- | ------- | ----------------- |
| 9.      | 31 stycznia | 1996 | Asiago      | 5 km stylem klasycznym | 15:01,8   | +52,5   | Maija Puukilainen |
| 2.      | 2 lutego    | 1996 | Asiago      | Sztafeta 4x5 km        | 1:01:49,8 | +44,1   | Rosja             |
| 11.     | 4 lutego    | 1996 | Asiago      | 15 km stylem dowolnym  | 43:52,9   | +3:07,3 | Julija Czepałowa  |
| 30.     | 21 stycznia | 1998 | Pontresina  | 5 km stylem dowolnym   | 14:03,2   | +1:07,5 | Katrin Šmigun     |

### Puchar Świata

#### Miejsca w klasyfikacji generalnej
- sezon 1998/1999: -
- sezon 1999/2000: 38.
- sezon 2000/2001: 101.
- sezon 2001/2002: 56.
- sezon 2002/2003: 52.
- sezon 2003/2004: 37.
- sezon 2004/2005: 72.

#### Miejsca na podium
Klaus nie stała na podium indywidualnych zawodów Pucharu Świata.